# フリードリヒ・ジギスムント・フォン・プロイセン
フリードリヒ・ジギスムント・フォン・プロイセン（Friedrich Sigismund Prinz von Preußen, 1891年12月17日 - 1927年7月6日）は、ドイツ・プロイセンの王族、軍人、馬術選手。

## 生涯
プロイセン王子フリードリヒ・レオポルトとその妃でシュレースヴィヒ＝ホルシュタイン公フリードリヒ8世の娘ルイーゼ・ゾフィーの間の第2子、長男として、グリーニッケ城（Schloss Glienicke）で生まれた。全名はヨアヒム・ヴィクトル・ヴィルヘルム・レオポルト・フリードリヒ・ジギスムント（Joachim Viktor Wilhelm Leopold Friedrich Sigismund）。母方の伯母アウグステ・ヴィクトリアはドイツ皇帝・プロイセン王ヴィルヘルム2世の皇后だったため、ヴィルヘルム2世の義理の甥であった。
1901年より王族の習いとしてプロイセン第1近衛歩兵連隊の形式的な中尉に任じられ、1908年に正式に中尉に任官した。若い頃のフリードリヒ・ジギスムントは飛行機に熱中し、1911年には自邸のグリーニッケ城で飛行機を製造させている。第1次世界大戦が始まると陸軍第2胸甲騎兵連隊所属の大尉となったが、1917年には第22偵察飛行大隊に転属となっている。
1916年4月27日にグリーニッケ城において、シャウムブルク＝リッペ侯子フリードリヒと最初の妃のデンマーク王女ルイーセの娘で、デンマーク王フレゼリク8世の外孫に当たるマリー・ルイーゼ（1897年 - 1937年）と結婚した。フリードリヒ・ジギスムントは馬術を愛好し、ドイツで最も優秀な馬術選手の1人と見なされていた。彼は妻とともに自邸のグリーニッケ城やメクレンブルク＝フォアポンメルン州に所有する地所で馬の育成や調教に多くの労力と時間を費やした。
1927年7月6日、フリードリヒ・ジギスムントはスイスのルツェルンで開かれた馬術の国際試合に出場した際、障害の飛び越えに失敗し、足を鐙に引っかけたまま落馬した。何とか足を抜こうとしたものの、馬に何度も胸を踏みつけられ、5本の肋骨を折るなどの重傷を負った。すぐに病院に搬送されたものの、すぐに死亡している。
遺骸はグリーニッケ城内の霊廟の、姉ヴィクトリア・マルガレーテの棺の隣に安置された。

## 子女
- ルイーゼ・ヴィクトリア・マルガレーテ・アントイネッテ・ジーグリンデ・アレクサンドリーネ・ティーラ・シュテファニー（1917年 - 2009年） - 1942年、ハンス・ラインホルトと結婚、翌1943年一人息子マンフレートを出産（1949年離婚）
- フリードリヒ・カール・ヴィクトル・シュテファン・クリスティアン（1919年 - 2006年） - 1961年、マリ伯爵令嬢ハーマイオニー・スチュアート（1927年-1969年）[注釈 1]と結婚。死別後の1974年、アーデルハイト・フォン・ボックム＝ドルフス（1943年-）と再婚（1978年離婚）。